# 카이미트섬

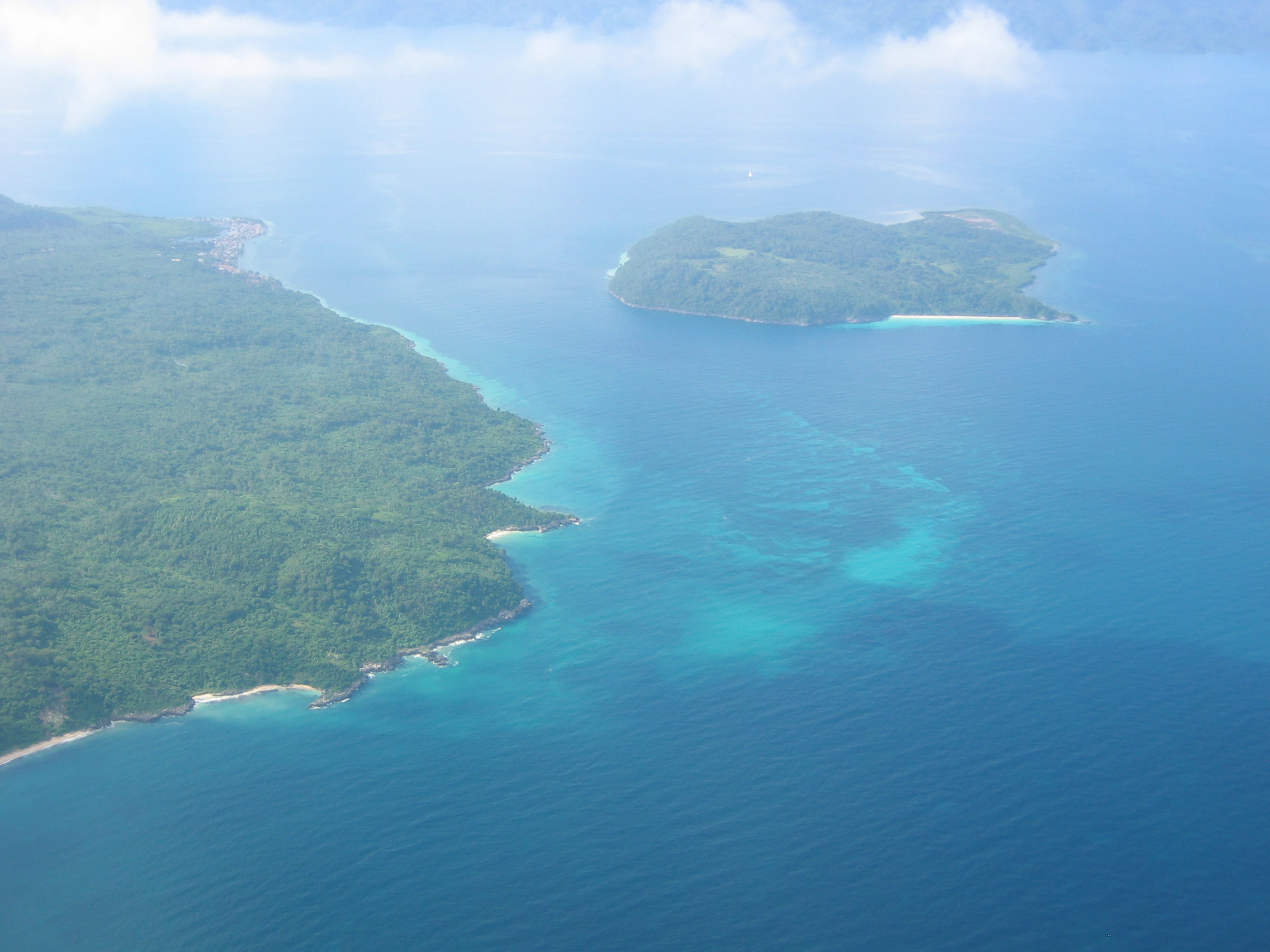

카이미트섬(아이티어: Kayimit 프랑스어: Cayemites)은 고나브 만에 있고 남서부 연안에 닿아 있는 아이티의 섬이다. 카이미트 섬은 다시 큰 섬과 작은 섬의 두 섬이 있다.